# Борозды Каукабан
Борозды Каукабан (англ. Kaukabán Fossae) — система длинных и узких впадин (борозд) на поверхности спутника Сатурна — Энцелада. Борозды, как полагают ученые, являются результатом целого ряда геологических процессов, например, разломов или обвалов.

## География
Примерные координаты — 33° с. ш. 266° з. д. / 33° с. ш. 266° з. д.. Борозды Каукабан расположены на северо-западе равнины Дийяр, их максимальный размер составляет 83,4 км. В центре борозды напрямую пересекаются рытвинами Арран. Западнее находятся рытвины Хама. На северо-западе расположено множество именных кратеров, таких как Ганим, Айюб, Фитна, Хишам и другие. На юго-западе находится один именной 12-километровый кратер Омар.

## Эпоним
Названы в честь города Каукабан, фигурирующего в сборнике арабских сказок Тысяча и одна ночь. Официальное название было утверждено Международным астрономическим союзом в 2010 году.